# Карашоки (Кербулацький район)
Карашо́ки (каз. Қарашоқы) — село у складі Кербулацького району Жетисуської області Казахстану. Адміністративний центр Карашокинського сільського округу.
Населення — 1942 особи (2021; 1860 у 2009, 2559 у 1999, 2897 у 1989).

## Люди
В селі народилася Абданова Айтбала (1902—?) — чабанка, Герой Соціалістичної Праці.